# .kh
‎.kh‏ دامنه اینترنتی اختصاص داده شده به کامبوج است.